# Mariánské Údolí (Horní Jiřetín)
Mariánské Údolí (německy Marienthal) je místní část města Horní Jiřetín v okrese Most v Ústeckém kraji. Nachází se v dolní části stejnojmenného údolí v Krušných horách podél Jiřetínského potoka v nadmořské výšce 347 m n. m. a stavebně plynule navazuje na Horní Jiřetín.
Mariánské údolí porostlé převážně bukovými lesy je sevřené z jihu a západu kopcem Kapucín (743 m n. m.) a ze severu a východu kopcem Kopřivník (699 m n. m.). Šestikilometrové údolí začíná v Mariánském Údolí a končí v osadě Mikulovice. Údolím teče Jiřetínský potok a vede silnice III/2541, která byla postavená v roce 1902. Údolím již ve středověku vedla zemská obchodní stezka do Saska.

## Historie
První písemná zmínka o názvu osady Mariánské Údolí pochází až z roku 1845. V roce 1828 byla v budoucím Mariánském Údolí postavena přádelna. Kolem továrny vzniklo několik domů pro zaměstnance a nově založená osada získala jméno podle kněžny Marie Lobkovicové, rozené Valdštejnové. V roce 1889 přádelna vyhořela a místo ní byla v roce 1892 vybudována tkalcovna. V budově má dodnes výrobní závod textilní podnik Triola.

## Obyvatelstvo
Při sčítání lidu v roce 1921 zde žilo 57 obyvatel (z toho 33 mužů) německé národnosti, kteří byli kromě tří evangelíků členy římskokatolické církve. Podle sčítání lidu z roku 1930 měla vesnice také 57 obyvatel: pět Čechoslováků, 49 Němců a tři cizince. Až na tři lidi bez vyznání se hlásili k římskokatolické církvi.
|                                                                        | 1869 | 1880 | 1890 | 1900 | 1910 | 1921 | 1930 | 1950 | 1961 | 1970 | 1980 | 1991 | 2001 | 2011 | 2021 |
| ---------------------------------------------------------------------- | ---- | ---- | ---- | ---- | ---- | ---- | ---- | ---- | ---- | ---- | ---- | ---- | ---- | ---- | ---- |
| Obyvatelé                                                              | 56   | 38   | 22   | 79   | 75   | 57   | 57   | 57   | 76   | 82   | 55   | 28   | 29   | 40   | 47   |
| Domy                                                                   | 5    | 5    | 5    | 5    | 8    | 8    | 9    | 8    | .    | 15   | 14   | 13   | 12   | 11   | 14   |
| Počet domů z roku 1961 je zahrnut v domech místní části Horní Jiřetín. |      |      |      |      |      |      |      |      |      |      |      |      |      |      |      |

## Obecní správa
Osada původně administrativně patřila k Nové Vsi v Horách, od roku 1957 je místní částí Horního Jiřetína.